# 154004 Haolei
154004 Haolei este un asteroid din centura principală de asteroizi.

## Descriere
154004 Haolei este un asteroid din centura principală de asteroizi. A fost descoperit pe 13 ianuarie 2002 la Apache Point Observatory în cadrul programului Sloan Digital Sky Survey. Asteroidul prezintă o orbită caracterizată de o semiaxă mare de 2,52 ua, o excentricitate de 0,18 și o înclinație de 12,9° în raport cu ecliptica.